# Flonheim
Flonheim – miejscowość i gmina w Niemczech, w kraju związkowym Nadrenia-Palatynat, w powiecie Alzey-Worms, wchodzi w skład gminy związkowej Alzey-Land.

## Współpraca
Miejscowości partnerskie:
- Schwepnitz, Saksonia
- Villenauxe-la-Grande, Francja